# Pašman (opčina)
Pašman je opčina v severní části stejnojmenného ostrova v Jaderském moři, jižně od Zadaru. Hlavním sídlem opčiny je stejnojmenná vesnice ležící na poloostrově naproti vesnici Turanj na pevnině, v blízkosti se nachází ostrov Babac.

## Obyvatelstvo
V opčině žije 2 082 obyvatel a tvoří ji sedm sídel – Banj, Dobropoljana, Kraj, Mrljane, Neviđane, Pašman a Ždrelac.